# Del otro lado del puente (película de 1980)
Del otro lado del puente es una película dramática y musical mexicana de 1980, escrita y dirigida por Gonzalo Martínez Ortega y protagonizada por Juan Gabriel, Valentín Trujillo, Lucha Villa, Julio Alemán, Estela Núñez, Narciso Busquets y Ana Laura Maldonado.
Fue una de una serie de películas mexicanas sobre la experiencia chicana. Fue la primera de una trilogía de películas dirigida por Martínez Ortega y protagonizada por Juan Gabriel, seguida de la duología autobiográfica El Noa Noa (1980) y Es mi vida (1982).

## Argumento
El joven mexicano Alberto (Juan Gabriel) vive en Los Ángeles con la familia de Manny (Narciso Busquets), su hermano mayor, y estudia en la UCLA con apoyo del profesor Bob (Julio Alemán). Otro joven, Jimmy Joe (Valentín Trujillo), que vive con su hermana Estela (Ana Laura Maldonado), es alentado a dejar la drogadicción en un centro de readaptación juvenil coordinado por Manny. Desilusionado de una gringa, Alberto conoce en una discoteca a Estela y se hace su novio. 

## Reparto
- Juan Gabriel como Alberto Molina.
- Valentín Trujillo como Jimmy Joe.
- Lucha Villa como La Madre.
- Julio Alemán como Profesor Bob.
- Estela Núñez como La Cantante.
- Narciso Busquets como Manuel Martínez «Manny».
- Ana Laura Maldonado como Estela (como Ana Laura).
- Billy Cardenas como Danny Martínez.
- Bárbara Kay como Doris.
- Isaac Ruiz
- Beatriz Marín
- Roberto Rodríguez
- Mark Carlton
- Joe Kaniewski
- Rick Williamson como Joey (como Rick Miko).
- David Povall como Locutor de TV (como David Estuardo).
- Joseanna Garza
- José Luis Rodríguez
- José Luis García Agraz
- Emma Serra
- Carlos Apodaca
- Ronnie Cárdenas
- Lucrecia Muñoz como Empleada de clínica (no acreditada).

## Producción
Fue filmada en 1978 en Los Ángeles, California (EE. UU.).

## Lanzamiento
Se estrenó en los cines Aragón 2, Colonial, Ermita, Marina, Soledad, Tlatelolco, Variedades, Vallejo 2000, Lago 2 y Premier el 17 de abril de 1980, y se exhibió durante seis semanas.

## Recepción
En Historia de la producción cinematográfica mexicana, 1977-1978, Marina Díaz López se refirió a la película diciendo de Juan Gabriel que «el cantante debe poco de su gran fama a sus pocos trabajos como estrella de cine».